# Muguraș Constantinescu

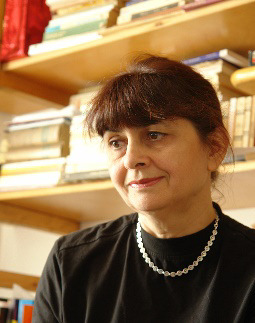
Muguraș Constantinescu, 2017

Albumița-Muguraș Constantinescu, născută la 8 martie 1952, în Vama, județul Suceava, este un traducător român, specializat în studii literare franceze și traductologie, în special critica și istoria traducerilor. Este profesor de franceză la Catedra de Limbi și Literaturi Străine din cadrul Universității „Ștefan cel Mare” din Suceava. Ea este interesată cu precădere de traducerea literară, de exemplu traducerile noi, traducerea literaturii pentru copii și tineret, precum și alte texte în principal din limba franceză. Ea a abordat și istoria traducerilor în limba română. Muguraș Constantinescu este și traducător și eseist.

## Biografie
Muguraș Constantinescu (născută Brînzei) a absolvit  Programul de Științe Sociale la Liceul „Dragoș Vodă” din Câmpulung Moldovenesc în 1971. Imediat după aceea și-a început studiile universitare la Universitatea „Al. I. Cuza” din Iași unde a obținut o diplomă de licență cu specializarea în franceză și română  în 1976. 
După licență, a lucrat timp de 15 ani ca profesoară de franceză la mai multe școli și licee din județul Suceava. În 1991, a fost angajată ca asistent lector în limba franceză la Universitatea „Ștefan cel Mare” din Suceava. 
În același an și-a început și studiile postuniversitare în limba franceză la Facultatea de Științe Umaniste din cadrul Universității din București sub îndrumarea profesorului Paul Miclău. 
În 1995, a susținut o teză intitulată Séquences et sens global dans les contes de Perrault, în care a investigat structurile narative din basmele scriitorului francez Charles Perrault. Apoi a petrecut un an ca cercetător post-doctorat la Universitatea din Savoie Chambéry din Franța, ceea ce a condus la publicarea Imaginaire du conte.
S-a întors apoi la Suceava, unde în 1998 a fost promovată lector și apoi în 2003 profesor. Muguraș Constantinescu a îndrumat în jur de douăzeci de doctoranzi.
Din 2004, este redactor-șef al revistei științifice Atelier de traduction, care a fost fondată de legendara traducătoare și teoreticiană a traducerii Irina Mavrodin. Multe dintre aceste numere conțin interviuri transcrise în care ea conversează cu diverși savanți proeminenți în traduceri, precum Charles Le Blanc, Jean Delisle sau Jean-René Ladmiral. 
Muguraș Constantinescu este o cercetătoare cunoscută internațional și participă în mod regulat la conferințe în străinătate. Ea a fost invitată la seminarii în țări precum: Franța, Canada, Liban, Belgia, Germania, Italia, Grecia, Austria, Brazilia etc.
Ea a organizat, de asemenea, un număr mare de conferințe științifice și colocvii, la care au participat cercetători recunoscuți internațional, de exemplu Michel Ballard, Lance Hewson și Marc Charrron.
Muguraș Constantinescu a primit o serie de premii pentru activitatea sa științifică și educațională, precum și pentru promovarea culturii franceze la care a dus munca sa. Printre acestea, în 2008, ea a primit Ordinul de Merit al Franței, Palmele Academice.

## Cercetare
Muguraș Constantinescu a derulat patru proiecte majore de cercetare:
- 2005–2006 Le personnage de la fillette dans la littérature francophone (Fata ca personaj de roman în literatura de limbă franceză), la care au participat cercetători din România, Franța, Grecia și Algeria.
- 2009–2011 La traduction en tant que dialogue interculturel (Traducerea ca dialog intercultural)
- 2012–2014 Traduction culturelle et littérature(s) francophone: histoire, réception et critique des traductions (Traducere culturală și literatură(i) în limba franceză: istorie, recepție și critică traducere)
- 2019–prezent: Une histoire des traductions en langue roumaine—XVIe-XXe siècles (Istoria traducerii în limba română—secolele XVI–XX)[5]

## Publicații (în curs de selecție)

### Monografii
- Poveștile lui Perrault – Discurs narativ și simbolistică, Editura Universității Suceava 1997, ISBN: 973-97787-4-7, 264 p.
- Imaginaire du conte, prefață de Jean Burgos, Editura Universității Suceava, 1998, ISBN: 973-9838944, 220 p.
- Imaginaire du conte (ediția a doua și extinsă), prefață de Jean Burgos, Editura Universității Suceava, 2002, ISBN: 973-8293-49-9, 272 p.
- Pratique de la traduction, prefață de Irina Mavrodin, Editura Universității Suceava, 2002, ISBN: 973-8293-67-7, 456 p.
- La traduction entre pratique et théorie, prefață de Irina Mavrodin, Editura Universității Suceava, 2005, ISBN: 973-666-163-6, 316 p.
- Les Contes de Perrault en palimpseste, Editura Universității Suceava, 2006, ISBN: 973-666-186-5, 352 p.
- Critica traducerilor. Repères théoriques et pratiques, Muguraș Constantinescu, Raluca-Nicoleta Balațchi (ed.), Casa Cărții de Știință, 2014, ISBN: 978-606-17-0570-2, 340 p.
- Pour une lecture critique des traductions - réflexions et pratiques, L`Harmattan, Paris, 2013, ISBN: 978-2-336-00945-2, 284 p.
- Lire et traduire la littérature de jeunesse, Des contes de Perrault aux textes ludiques contemporains, prefață de Jean Perrot, Peter Lang, Bruxelles, 2013, ISBN: 978-2-87574018-2, 218 p.
- La traduction sous la loupe – lectures critiques des textes traduits, prefață de Lance Hewson, Peter Lang, Bruxelles, 2017, ISBN: 978-2-8076-0277-9, 227 p.

### Redacție
- Poétique de la Tradition, Presses Universitaires Blaise Pascal, Clermont-Ferrand, 2006, ISBN: 2-84516-316-9.
- Les funambules de l`affection. Maitres et disciples, (împreună cu Valérie Deshoulières), Presses Universitaires Blaise Pascal, Clermont-Ferrand, 2009, ISBN: 978-2-84516-416-1.
- Du local à l'universel. Espaces imaginaires et identités dans la littérature d'enfance, Editura Universității Suceava, 2007.
- Ogres et sorcières – mythologies et réécritures, Editura Universității Suceava, 2008.
- Panaït Istrati – sous le signe de la relecture, (împreună cu Elena-Brândușa Steiciuc și Cristina Hetriuc), Editura Universității Suceava, 2008, ISBN: 978-973-666-297-3.
- Histoire, critique, théories de la traduction, (împreună cu Anca Andreea (Brăescu) Chetrariu), Editura Universității Stefan cel Mare, 2015, Suceava, ISBN: 978-973-666-454-0, 243 p.
- La traduction du langage religieux (I, II), în Atelier de traduction nr. 9, 10, Editura Universității Suceava, 2008, ISSN 1584-1804, p. 228.
- Traduction et francophonie, (împreună cu alții), Editura Mușatinii, 2011, ISBN: 978-973-1974-63-7, 310.
- Identité, diversité et visibilité culturelles - dans la traduction du discours littéraire francophone (I, II) (împreună cu alții) în Atelier de traduction nr. 11, 12, Editura Universității Suceava, 2009, ISSN 1584-1804, p. 279.
- La traduction de la dimension culturelle (I, II) (împreună cu alții) în Atelier de traduction nr. 21-22, Editura Universității Suceava, 2014, ISSN 1584-1804.
- Atelier de traducere nr. 25, Histoire, critique, théories de la traduction, III, (împreună cu Daniela Hăisan), ISBN: 978-973-666-454-0, 243 p.
- Atelier de traducere nr. 26 Dosar „La traduction face à la complexité culturelle” (împreună cu Anca Andreea (Brăescu) Chetrariu) Editura Universității Ștefan cel Mare, Suceava, 2016 ISBN: 978-973-666-454-0, p.225.